# Notocorrhenes dispersa
Notocorrhenes dispersa är en skalbaggsart som först beskrevs av Francis Polkinghorne Pascoe 1859.  Notocorrhenes dispersa ingår i släktet Notocorrhenes och familjen långhorningar. Inga underarter finns listade i Catalogue of Life.